# Verbena (película de 1941)
Verbena es una película semi-documental española de 1941 dirigida por Edgar Neville.

## Reparto
- Maruja Tomás
- Amalia de Isaura
- Miguel Pozanco
- Manuel Dicenta
- José Martín
- Manolo Morán
- Ana María Quijada
- Miguel Utrillo
- Juan Monfort
- José María Lado